# Регоярви
Ре́гоя́рви — озеро на территории Луусалмского сельского поселения Калевальского района Республики Карелия.

## Общие сведения
Площадь озера — 8,2 км², площадь бассейна — 121 км².
Форма озера лопастная. Берег сильно изрезан, образуя множество заливов. На озере не менее десяти островов различной величины. Озеро разделено на две равных части полуостровом Коркиниеми. Берега каменисто-песчаные. Из северной оконечности озера вытекает река Валазрека (в верхнем течении Логоварака). С западной и южной стороны в озеро впадают безымянные ручьи.
Вдоль северо-западного берега проходит автодорога 86К-16 («Тунгозеро — Калевала»).
Код водного объекта в государственном водном реестре — 02020000411102000000353.